# Сойвер, Вольдемар Викторович
Сойвер, Вольдемар Викторович (27 ноября 1927 - 6 февраля 1997) — эстонский и советский художник декоративно-прикладного искусства, мастер художественного стекла.

## Биография
Вольдемар Сойвер родился 27 ноября 1927 года в деревне Вруда Ленинградской области.
Учился в счетно-плановом техникуме в Раквере. В 1955 году окончил с отличием факультет художественной обработки стекла под руководствтом Макса Роосма в Государственном художественном институте Эстонской ССР.
Работал на стекольном и деревообделочном комбинате "Ярваканди техасед", на стекольном заводе «Тарбеклаас», был штатным художником Дятьковского хрустального завода. С 1963 по 1967 год работал на заводе «Красный гигант», часть из которых в должности главного художника завода.
С 1967 года и до выхода на пенсию в 1987 году Вольдемар Сойвер был преподавателем в Пензенском художественном училище.

## Творчество
Вольдемар Сойвер является автором дизайна множества разнообразных изделий созданных за время работы на разных предприятиях. Например, он является автором набора стаканов "Курк" завода "Тарбеклаас" , вазы "Осенний лист" (1960) Дятьковского хрустального завода .
Для завода "Красный гигант" Вольдемар Сойвер разработал серию изделий для массового производства. Среди его работ вазы "Хоровод", "Утро"(1964), "Артек" (1964).
Работы Вольдемара Сойвера хранятся в коллекциях Эстонского музея прикладного искусства и дизайна, национальном музее Эстонии, в эстонском музее стекла в Ярваканди, в музее стекла и хрусталя в Никольске, в государственном историческом музее.

## Выставки
Работы Вольдемара Сойвера экспонировались на многочисленных выставках.
Персональные выставки:
- 1977 -  "Вольдемар Сойвер. Стекло" в Пензенской картинной галерее им. К.А. Савицкого[1][5].

Групповые  выставки:
- 1960 - Выставка посвященная двадцатилетию Эстонской ССР в Таллинском доме искусства[6]